# نوک‌شاخ
نوک‌شاخ (به انگلیسی: Hornbill)، به گروهی از پرندگان خانوادۀ نوک‌شاخان (به لاتین: Bucerotidae) گفته می‌شود که در مناطق گرمسیری و نیمه‌گرمسیری آفریقا و آسیا زندگی می‌کنند.
ویژگی آن‌ها منقار بلند و خمیده به پایین آن‌ها است که گاه کلاهکی کاکل‌مانند نیز بر روی منقار خود دارند. کلیه این پرندگان نیز دارای دو لَخته است.
نوک‌شاخان تنها پرندگانی هستند که دو مهره نخست گردنشان درهم جوش‌خورده و یکی شده‌است. این امر احتمالاً برای ایجاد پایه‌ای قوی‌تر برای حمل منقار سنگین بوده‌است. این پرندگان تک‌همسر هستند و در شکاف درختان یا سنگ‌ها لانه می‌سازند.
شماری از گونه‌های نوک‌شاخان به‌ویژه گونه‌های جزیره‌ای و کم‌گستره امروزه در خطر انقراض قرار دارند.
- سرده  Tropicranus  (sometimes included in Tockus)
  - White-crested hornbill (Tropicranus albocristatus)
- سرده Tockus
  - نوک‌شاخ کوتوله سیاه (Tockus hartlaubi)
  - نوک‌شاخ کوتوله نوک‌سرخ (Tockus camurus)
  - نوک‌شاخ مونتیرو (Tockus monteiri)
  - Red-billed hornbill group
    - نوک‌شاخ نوک‌سرخ (Tockus erythrorhynchus)
    - نوک‌شاخ نوک‌سرخ دامارا (Tockus damarensis)
    - نوک‌شاخ نوک‌سرخ جنوبی (Tockus rufirostris)
    - نوک‌شاخ نوک‌قرمز تانزانیایی (Tockus ruahae)
    - نوک‌شاخ نوک‌سرخ غربی (Tockus kempi)

  - نوک‌شاخ نوک‌زرد شمالی (Tockus flavirostris)
  - نوک‌شاخ نوک‌زرد جنوبی (Tockus leucomelas)
  - نوک‌شاخ جکسون (Tockus jacksoni)
  - نوک‌شاخ فان در دکن (Tockus deckeni)
  - نوک‌شاخ تاج‌دار (Tockus alboterminatus)
  - نوک‌شاخ بردفیلد (Tockus bradfieldi)
  - نوک‌شاخ ابلق آفریقایی (Tockus fasciatus)
  - نوک‌شاخ همپریش (Tockus hemprichii)
  - نوک‌شاخ نوک‌مات (Tockus pallidirostris)
  - نوک‌شاخ خاکستری آفریقایی (Tockus nasutus)
- سرده Ocyceros
  - نوک‌شاخ خاکستری مالابار (Ocyceros griseus)
  - نوک‌شاخ خاکستری سری‌لانکایی (Ocyceros gingalensis)
  - نوک‌شاخ خاکستری هندی (Ocyceros biostris)
- سرده Anthracoceros
  - نوک‌شاخ ابلق مالابار (Anthracoceros coronatus)
  - نوک‌شاخ ابلق خاوری (Anthracoceros albirostris)
  - نوک‌شاخ سیاه (Anthracoceros malayanus)
  - نوک‌شاخ پالاوان (Antracoceros marchei)
  - نوک‌شاخ سولو (Anthracoceros montani)
- Genus Buceros
  - نوک‌شاخ کرگدنی (Buceros rhinoceros)
  - نوک‌شاخ بزرگ (Buceros bicornis)
  - نوک‌شاخ حنایی (Buceros hydrocorax)
- سرده نوک‌شاخ کلاه‌خوددار (sometimes included in Buceros)
  - نوک‌شاخ کلاه‌خوددار (Rhinoplax vigil)
- سرده Anorrhinus
  - Austen's brown hornbill (Anorrhinus austeni)
  - Tickell's brown hornbill (Anorrhinus tickelli)
  - نوک‌شاخ کاکل‌پف‌دار (Anorrhinus galeritus)
- سرده Penelopides
  - نوک‌شاخ لوزون (Penelopides manillae)
  - نوک‌شاخ میندورو (Penelopides mindorensis)
  - نوک‌شاخ ویسایا (Penelopides panini)
  - نوک‌شاخ سامار (Penelopides samarensis)
  - نوک‌شاخ میندانائو (Penelopides affinis)
  - نوک‌شاخ سوالزی (Penelopides exarhatus)
- سرده نوک‌شاخ تاج‌سفید (sometimes included in Aceros)
  - نوک‌شاخ تاج‌سفید (Berenicornis comatus) (alt comatus (IUCN))
- سرده  Aceros 
  - نوک‌شاخ گردن‌حنایی (Aceros nipalensis)
  - نوک‌شاخ چروک‌دار (Aceros corrugatus)
  - نوک‌شاخ چروک‌دار میندانائو (Aceros leucocephalus)
  - نوک‌شاخ والدن (Aceros waldeni)
  - نوک‌شاخ قبه‌دار (Aceros cassidix)
- سرده Rhyticeros (sometimes included in Aceros)
  - نوک‌شاخ حلقه‌گل‌دار (Rhyticeros undulatus)
  - نوک‌شاخ نارکوندام (Rhyticeros narcondami)
  - نوک‌شاخ سومبا (Rhyticeros everetti)
  - نوک‌شاخ کیسه‌ساده (Rhyticeros subruficollis)
  - نوک‌شاخ بلایت (Rhyticeros plicatus)
- سرده Ceratogymna
  - نوک‌شاخ کلاه‌سیاه (Ceratogymna atrata)
  - نوک‌شاخ کلاه‌زرد (Ceratogymna elata)